# Leiopleura otero
Leiopleura otero är en skalbaggsart som först beskrevs av Fisher 1935.  Leiopleura otero ingår i släktet Leiopleura och familjen praktbaggar. Inga underarter finns listade i Catalogue of Life.